# IPCC第4次評価報告書
IPCC第4次評価報告書（あいぴーしーしーだいよじひょうかほうこくしょ、英語：IPCC Fourth Assessment Report）とは、国連下部組織の気候変動に関する政府間パネル（IPCC）によって発行された、地球温暖化に関する報告書である。

## 概要
温暖化の原因・影響・対策について、現在までに得られた科学的知見を集約・評価している。地球温暖化に関して世界130カ国からの2千人以上の専門家の科学的・技術的・社会経済的な知見を集約し、かつ参加195カ国の政府代表で構成されるパネルにより認められた報告書である。
人類の活動が地球温暖化を進行させ、それにより深刻な被害が生じる危険性を指摘する。人類が有効で経済的に実行可能な対策手段を有し、20〜30年以内に実効性のある対策を行えば被害を大きく減らせるため、現状より早急且つ大規模な取り組みが必須と指摘する。
報告書の結論は常に複数の証拠と広範な科学技術的な文献に基づき、議論の残る事柄や信頼性に関する情報も併記される。2007年の公表以降、一部氷河の後退速度の予測やオランダの低地の比率など幾つかミスが発見されているが、いずれも報告書の結論に影響するものでは無いと指摘される(#AR4に見つかった誤りと訂正節を参照)。主要な結論は変わらず、より多くのデータを加えた第5次評価報告書の作成が進められている。
報告書の表題は"IPCC Fourth Assessment Report: Climate Change 2007"である。AR4（4th Assessment Report）とも略される（以下、本記事でも用いる）。IPCCは"Intergovernmental Panel on Climate Change"の略である。

## 作成の経緯
AR4は2001年のIPCC第3次評価報告書(TAR)に続く評価報告書として2002年4月に作成が決定した。
3年の歳月、130ヵ国以上からの450名超の代表執筆者・800名超の執筆協力者の寄稿、2500名以上の専門家の査読 を経て、2007年2月より順次公開され、IPCCのサイト から誰でも入手可能である。過去のIPCCの3回の評価を下敷きにTAR以降に得られた新しい知見を組み込む。
可能な限り査読を受けた国際的に利用可能な文献に基づき執筆されることを基礎とする。非公刊もしくは非査読の文献は、情報源の品質や有効性についての批判的な見地から検討が求められる。報告書の結論は、複数の証拠と広範な科学技術的な文献に基づき書かれる。
作業は下記3つの作業部会(Working Group, WG)に分かれて進められた。
- 第一作業部会（WG I)："The Physical Science Basis"（自然科学的根拠）
- 第二作業部会（WG II)："Impacts, Adaptation and Vulnerability"（影響・適応・脆弱性）
- 第三作業部会（WG III)："Mitigation of Climate Change"（気候変動の緩和策）

上記３つの内容をまとめた統合報告書も公開されている。
- 統合報告書：Synthesis Report

各報告書は Summary for Policymakers (SPM;政策決定者向け要約)、Technical Summary(TS)などの要約、および個別の章から構成され、電子情報や印刷物の形で入手可能である（#外部リンクの節も参照）。
日本では環境省が AR4に関する情報を集約したサイト を提供し、概要をまとめたプレゼンテーション や 一般向けの解説パンフレット を公開している。2009年3月には WG2報告書本体の和訳 も用語解説と共に公開された。統合報告書のSPM、WG1〜WG3のSPMおよびTSの和訳書籍が出版されている（#書籍の節を参照）。
報告書では個々の予測内容や調査結果の不確実性に関わる情報を提供しており、「可能性」(likelihood)や「確信度」(confidence)の評価を行っている。

## 第一作業部会報告書：自然科学的根拠
2007年2月に第一作業部会（WG I)による報告書 "The Physical Science Basis"（自然科学的根拠, AR4 WG I）が発行された。
この報告書は気候システムおよび気候変化について評価を行っている。多くの観測事実とシミュレーション結果に基づき、人間による化石燃料の使用が地球温暖化の主因と考えられ、自然要因だけでは説明がつかないことを指摘している。

## 内容
報告書には下記のような内容が含まれる。

### 人為起源及び自然起源の気候変化要因

各要因別の放射強制力の評価結果。正の値が大きいほど、地球温暖化を促進する効果が高い。最右端の人為的要因の合計に比べ、太陽放射の変化によるものは１０分の１以下である。

- 大気中の二酸化炭素、メタン、一酸化二窒素の濃度は、産業革命前よりはるかに高い。(図SPM-1, 2.3, 6.4, 7.3)
- 二酸化炭素の増加は、主に人間による化石燃料の使用が原因である。(7.3)
- 二酸化炭素は、人為起源の温室効果ガスの中で最も影響が大きい。メタン、一酸化二窒素、ハロカーボン類などが影響した。(図SPM-2, 2.3, 7.3)
- 1750年以降の人間による活動が、地球温暖化の効果（正の放射強制力）をもたらす（確信度：高）。太陽放射の変化による増加分よりも、人為起源の変化の総量の方が10倍以上大きいと見積もられる。(2.3, 6.5, 図SPM-2, 2.9, 図2.20)

### 近年の気候変化の直接観測の結果
- 気候システムの温暖化には疑う余地がない。(図SPM-3, 3.2, 4.2, 5.5)
- 1906年〜2005年の気温上昇幅は0.74℃である。これはIPCC第3次評価報告書の0.6℃より大きい。(3.2)
- 1956〜2005年の昇温傾向は10年あたり0.13℃である。これは1906〜2005年の傾向のほぼ2倍である。(3.2)
- 世界の平均海洋温度は、少なくとも水深3000mまで上昇した。気候システムに追加された熱の8割超が海洋に吸収され、海水を膨張させ海面水位の上昇に寄与する。(表SPM-1, 5.2, 5.5)
- 山岳氷河と積雪面積は減少している。(表SPM-1, 4.6, 4.7, 4.8, 5.5)
- グリーンランドと南極の氷床の減少が海面水位の上昇に寄与した可能性がかなり高い。(表SPM-1, 4.6, 4.8, 5.5)
- 先世紀（20世紀）中の海面上昇量は0.17(0.12〜0.22)mと推定した。この観測値は確信度が高い。(5.5)
- 1970年以降、特に熱帯地域や亜熱帯地域で、より厳しくより長期間の干魃が観測された地域が拡大した。(3.3)
- 極端な気温(extreme temperatures; 極端な高温や低温)現象の発生頻度の広範な変化が観測された。寒い日・寒い夜・霜が降りる日の発生頻度が減少し、暑い日・暑い夜・熱波の発生頻度が増加した。(表SPM-2, 3.8)
- 北大西洋の熱帯低気圧の強度が増加した。他地域での熱帯低気圧の活動度の強度増加が示唆されるが人工衛星による観測開始前のデータの品質に大きな懸念がある。熱帯低気圧の年間発生数には明確な傾向がない。(3.8)

### 古気候学的な観点
- 少なくとも過去1300年間の気候の再現結果から、この半世紀に見られた温暖化は異常である。(6.4, 6.6)
- 現在よりも遙かに気温の高かった約12万5000年前の両極域の氷雪の減少は海面を4〜6m分上昇させたと考えられる。(6.4, 6.6)

### 気候変化の理解と原因解析
- 20世紀半ばから見られる平均気温の上昇は人為的な温室効果ガスの増加よる可能性がかなり高い。(9.4, 9.5)
- 観測事実を踏まえた気候モデルの解析で放射強制力に対する理解の確信度が向上した。気候感度に対し初めて「可能性が高い」と言えるようになった。(6.6, 8.6, 9.6, 囲み10.2)
- 二酸化炭素濃度が倍になった場合平均気温の上昇幅は2〜4.5℃と見積もられ、1.5℃以下の可能性はかなり低い。4.5℃以上の可能性があるが、モデル間の差異が大きい。(8.6, 9.6, 囲み10.2)

### 今後の気候変化の予測結果
- 今後20年間の気温の上昇ペースは10年当たり約0.2℃と予想する。全ての温室効果ガスとエアロゾルが2000年当時の水準に保たれれば10年あたり約0.1℃上昇すると推定する。(10.3, 10.7)
- 温室効果ガスが現状かそれ以上のペースで排出され続ければ温暖化が進行し、地球の気候に多くの変化を引き起こし、影響は20世紀中に観測されたものより大きくなる可能性がかなり高い。(10.3)
- 今世紀末の平均気温の上昇幅の予測結果は、今後の人為的な排出量のシナリオ（SRESシナリオ）により1.1〜6.4℃と差異がある。（図SPM.5）
- 海面上昇量の予測結果は、今世紀末で18〜59cmと予測される。この値は氷床等の流下速度の変化の影響を含まない[7]。(表SPM.3,図10.33)
- 温暖化で陸域と海域における二酸化炭素の吸収量が減少し、人為的な排出による影響量が増大する。(7.3, 10.5)
- 温室効果ガスが一定の濃度に保たれても、気候プロセスとフィードバックの時間的スケールの長さにより人為的な温暖化と海面上昇は何世紀も続く。(10.4, 10.5, 10.7)

## 第二作業部会報告書：影響・適応・脆弱性
2007年4月に第二作業部会（WG II)による報告書 "Impacts, Adaptation and Vulnerability"（影響・適応・脆弱性）が発行された。報告書では気候変化による自然および人類の環境への影響およびそれらの適応性と脆弱性に関する現時点での科学的知見をまとめている。気温や水温の変化や水資源・生態系への影響、人間社会への被害の予測結果について、現在までに分かった事項をまとめている。
報告書には下記のような項目が含まれる。

### 気候変化による自然および人類の環境への影響に関する現時点での知見
- 自然環境が地域的な気候変化の影響、特に気温上昇の影響を受ける。(1.3, 4.4, 8.2, 14.2, 15.4)
  - 氷河減少、永久凍土減少、大洋での生態系の変化
  - 湖沼や川の水温上昇
  - 陸域での生態系の変化（春期到来の早まり、極域や高地への動植物の移動）
  - 海水の酸性化
- 人為的温暖化の影響が物理的・生物学的に現れている可能性が高いとの結論は下記の４つの事実から導かれる：
  1. 第一作業部会の報告から、人為的な温室効果ガス増加が現在観測された地球温暖化の殆どをもたらした可能性がかなり高いと結論づけられる。
  2. 物理的・生物学的な変化を示す75の研究の29000以上の観測データの89%以上が温暖化による変化の方向と合致する。(図SPM.1, 1.4)
  3. 温暖化が顕著な地域と、温暖化と矛盾しない顕著な変化が観測された地域の一致が、自然起源の要因だけでもたらされた可能性はかなり低い。(図SPM.1, 1.4)
  4. 多くの研究が、観測事実との比較によって人為的要因と自然要因をはっきりと区別する。自然要因だけよりも人為的要因を考慮した予測がはるかによく観測事実と整合する。(1.4)
- その他の自然や人間の環境への影響が現れ始めた。
  - 氷河湖決壊リスクの増大(1.3)
  - アフリカの乾期の長期化と降雨の不定性の増大(1.3)
  - 海面上昇による海岸線の湿地やマングローブ減少、高波・洪水被害増加(1.3)

### 将来の影響に関する現時点での知見
- 水資源
  - 水資源の大幅な増減、雪解け水減少(3.4)
  - 旱魃の影響増大、豪雨増加、洪水危険性の増大 (WGI 表SPM-2, WGII 3.4)
- 生態系
  - 生態系の回復力を超える影響がある可能性が高い(4.1〜4.6)
  - 陸域生態系の炭素の吸収は今世紀半ばに飽和し、その後減少する可能性が高い。現状の水準以上の排出が続いた場合、排出に転じる可能性があり、気候変化を加速する。(4.ES, F4.2)
  - 1.5〜2.5℃の平均気温上昇で、約20〜30%の種の動植物が絶滅の危機に瀕する。(4.4, T4.1)
  - 1.5〜2.5℃を超える上昇幅で、生態系の構造や機能に大きな変化が予測される。水食料の供給に悪影響が予測される。(4.4)
  - 海洋の酸性化が進行し、珊瑚や貝類、それらに依存する種への悪影響が予測される。(B4.4, 6.4)
- 食料、繊維、森林資源への悪影響(5.4, 5.5, 5.6)
- 海岸地域や低地への悪影響(6.3, 6.4, 6.5, T6.11)
- 工業、居住、社会への悪影響(5.4, 7.1〜7.5)
- 健康への影響 (8.ES, 8.2〜8.4)
- アフリカ、アジア、欧州、米国、両極域など、地域別の具体的な予測
- 長期的な大規模変化
  - 1〜4℃の平均気温上昇で、数世紀から数千年の間に4〜6m以上の海面上昇が起きる（中程度の確信度）。グリーンランドや西南極氷床が完全に融解すれば、各々7m、5mの海面上昇を起こす。(WGI 6.4, 10.7, WGII 19.3)
  - 海洋循環の速度低下と海洋温度上昇、それによる生態系、漁業、海洋による二酸化炭素の吸収、海水中の酸素濃度や陸域の植生への影響(WGI 10.3, 10.7, WGII 12.6, 19.3)
- 気候変化による各種コスト増大
  - 2〜3℃を超える平均気温の上昇で、全ての地域で利益が減少またはコストが増大する可能性がかなり高い。(9.ES, 9.5, 10.6, T10.9, 15.3, 15.ES)
  - 炭素1トン当たりの社会的コスト(social cost of carbon:SCC)は$10〜$350（平均$12/t）と推定されている。(20.6)
  - 気候変化の被害は重大で、時間と共に増大する可能性が高い。(T20.3, 20.6, F20.4)

### 気候変化への対処に関する現時点での知見
- 現時点で対処は始まっているが規模は限られる。(7.6, 8.2, 8.6, 17.ES, 17.2, 16.5, 11.5)
- 現状より大規模な対処が必要である。広範な対応手段が存在する。(7.6, 17.2, 17.4)
- 持続的な発展は気候変化を緩和できる。逆に気候変化は持続的発展を妨げ得る。(20.3, 20.7, 3〜8章の7節)

## 第三作業部会報告書：気候変動の緩和策
第三作業部会（WG III)による報告書 "Mitigation of Climate Change"（気候変動の緩和策）が2007年10月に発行された。この報告書は気候変化の緩和について科学的、技術的、環境的、経済的、社会的な面からの評価する。既に有効性が確認された緩和策や、今後普及が期待される緩和策を列挙する。緩和策を講じた場合のシナリオを大気中の二酸化炭素濃度に応じて6つの「カテゴリー」に分類し、それぞれ緩和コストや被害予測を示す。自助的努力や様々な政策の効果と役割についても言及する。

### 温室効果ガス(GHG)の排出傾向
- GHG（greenhouse gas）の排出量は1970年から2004年までに70%増加した。
  - 最も増えたのはエネルギーセクションからの排出で、145%増加した。(1.3, 6.1, 11.3, 図1.1, 図1.3)
  - 多くの国や地域で気候変化の緩和に有効な気候変化やエネルギーセキュリティ、持続的発展に関する様々な政策が見られるが、規模は地球規模の排出量を抑制するにはまだ十分でない。(1.3, 12.2)
- 現状の緩和政策や持続的発展策では、世界のGHG排出量は今後数十年増え続けると予測される。(1.3, 3.2)

### 短・中期的な緩和策(2030年まで)
- 今後数十年間の間にGHG排出量の増加を抑制し、現状以下の排出量にすることは経済的に可能である。(3.6, 10.4, 11.3)
- 最終的に二酸化炭素濃度を445〜535ppmに抑えると、GDPへの影響は2030年時点で3%未満の減少と予測される。これは年間成長率0.12%未満の減少であるが、影響量は地域により異なる。(表SPM.4, 囲みSPM.3, 3.3, 3.4, 11.4〜11.6)
- 全分野で、生活や行動様式を変えれば気候変化を緩和できる。(4.1, 5.1, 6.6, 6.7, 7.3)
- GHG排出量の削減で大気汚染が減少し、緩和策のコストをその分削減する効果をもたらし得る。(11.8)
- 先進国(Annex I countries)の行動は世界の経済とGHG排出量に影響を与える。ただし炭素リーケージ（ある地域での排出抑制に伴う他地域の排出量増大分）の影響量に不確実性が存在する。(11.7)
- GHG排出量の抑制と気候変化の緩和策について：
  - 下記手法の有効性が指摘されている。
    - 低排出なエネルギー源の開発・利用（再生可能エネルギー、コジェネレーション、原子力、石炭から天然ガスへの移行など）(4.3,4.4)
    - 二酸化炭素の回収・貯留(CCS) (4.3,4.4)
    - エネルギー設備更新、エネルギーセキュリティ確保の政策。(4.1〜4.5, 7.3, 11.3, 11.6, 11.8)
    - 運輸部門での緩和技術適用（低燃費車、ハイブリッド車、クリーンディーゼル、バイオ燃料車など）(5.4)
    - 既存・新築の建造物のエネルギー効率の向上。これには副次的な利益が大きい。(6.4〜6.8)
    - 工業部門、特にエネルギー集約型産業でのエネルギー消費量や排出量削減。(7.1, 7.3, 7.4, 7.6)
    - 農業部門での土壌への炭素固定促進、GHG排出量抑制、バイオマスエネルギー資源の供給。(8.4, 8.5, 8.8, 8.10)
    - 森林を活用した緩和策（緑化、森林管理、バイオマスエネルギー利用）。(9.4, 9.5, 9.7)
    - 廃棄物利用。(10.3〜10.6)

  - 下記要因が障害として挙げられる。
    - 運輸部門での需要増加、消費者の嗜好や政策欠如。(5.3〜5.5)

  - 地球工学的対策技術（海洋への鉄散布、大気中二酸化炭素の直接除去、太陽光の大気上層での遮蔽）の効果は概して不確かで未立証である。(11.2)

### 長期的な緩和策(2030年以降)
- 環境中のGHG量を抑制した水準に保つには、GHG排出量をどこかで減らし始めなければならない。時期が早いほど温暖化の影響が小さい。(表SPM.5,図SPM.8)
  - 今後20〜30年間の緩和努力が大きな影響力を持つ。
- 多くの予測シナリオが下記技術を引き続き重要視する。(図SPM.9, 3.3, 3.4)
  - 様々な分野のエネルギー効率改善
  - 再生可能エネルギーや原子力や低排出エネルギー源利用
  - 二酸化炭素の回収・貯留
  - バイオマスエネルギー利用と森林活用
- 緩和策への投資と世界規模での普及について：(2.7, 3.3, 3.4, 3.6, 4.3, 4.4, 4.6)
  - 公的・私的両面の研究・開発・デモンストレーション(RD&D)が必要である。これによる公的な便益は民間部門で得られる便益より大きく、公的な支援が明らかに正当である。
  - 開発・普及過程での障壁を取り除き目標達成するには適切な奨励策が有効になり得る。
- 2050年の緩和策コストは平均でGDPの1〜5.5%と予測する。(表SPM.6,囲みSPM.3,SPM.4)

### 政策、手法、手段
- 気候変化の緩和に有効な政策手法は数多い。効果は制度の出来(design)に依存する。(7.9, 12.2, 13.2, 13.4、表SPM.7)
  - GHG排出量に関する規制や標準、環境税（炭素税)、排出権取引、化石燃料への補助金削減(4.5)
  - エネルギー部門：再生可能エネルギーへの固定価格買い取り制度（フィードインタリフ制度）適用や助成、利用義務づけ(4.5)
  - 運輸部門：燃費や排出量規制、バイオ燃料混合、課税、公共交通利用促進
  - 建物部門：規制、標準化、認証、助成策
  - 工業部門：ベンチマーク情報提供、助成、税の減免、自主的努力の要請

他部門も助成や規制が有効である。
- - 産業と政府間で取り決める自助的努力の協定は、関係者へ注意を喚起し政策発達の一翼を担ったが、多くは顕著な効果を挙げていない。しかし少数の国で計測できる排出量削減につながった。
- UNFCCCとその京都議定書により、気候問題に関し世界的な注意が喚起され、将来の緩和策に繋がる仕組みの構築が始まった。(1.4, 11.4, 13.3)
- 成功する国際的緩和協定は費用対効果の面で有効・公正かつ実行可能である。(13.3)

### 持続的発展と気候変化の緩和
- 持続的発展への転換は気候変化を大きく緩和できる。そのためにはいくつもの障壁が取り除かれなねばならないかも知れない。(1.2, 2.2, 2.5, 3.3, 3.5, 4.5, 5.4, 6.6, 6.9, 7.8, 8.5, 9.5, 9.7, 10.5, 11.9, 12.1〜12.3)

### 知識面でのギャップ
- 特に途上国で気候変化の緩和策に関する知識ギャップが激しい。このギャップの研究を進めると将来の不確実性が減少し、気候変化緩和策の立案がより容易になるだろう。(TS.14)

## 統合報告書
3つの作業部会による報告内容を踏まえた統合報告書(Synthesis Report; SYR) が2007年11月のIPCC総会（スペイン）にて採択され、同年末に公開された。内容は、統合報告書のSPMに要約される。
IPCC議長のPachauri博士は、AR4 SYRの発表の際、下記のようなメッセージを世界に発信した。
- 気候変化はあらゆる場所において、発展に対する深刻な脅威である。
- もう疑っている時では無い。我々を取り巻く気候システムの温暖化は決定的に明確であり、人類の活動が直接的に関与している。
- 現在進行している地球温暖化の動きを遅らせ、さらには逆転させることは、我々の世代のみが可能な(defining)挑戦である。

そして、次のガンジーの言葉で締めくくっている：「この世界の内に望む変化に、あなた自身が成ってみせなさい。」。

## 使われている表記
AR4では、下記の用語・表記を用いている。

### 不確実性(uncertainty)
IPCCは評価の不確実性について一貫した用語使用を求めており、AR4では次の表記が使われる。

#### 可能性(likelihood)
成果や結果の可能性が確率として表現できれば確率ごとに下記用語を用いるが、確率は専門家の判断に基づき必ずしも客観的手続きによって得られない。
- 発生確率＞99%：「ほぼ確実である」(virtually certain)
- ＞95%：「可能性が極めて高い」(extremely likely)
- ＞90%：「可能性が非常に高い」(very likely)
- ＞66%：「可能性が高い」(likely)
- ＞50%：「どちらかと言えば」(more likely than not)
- ＜33%：「可能性が低い」(unlikely)
- ＜10%：「可能性が非常に低い」(very unlikely)
- ＜5%：「可能性が極めて低い」(extremely unlikely)

ただし、2008年3月の訳語見直し 以前の気象庁訳は、上記の「非常に」が「かなり」とされていた。

#### 確信度(confidence)
基礎となる科学的知見(underlying science)への確信度を専門家の判断に基づき表現する場合に下記表記が用いられる(一部紹介)。
- 10のうち9以上が正しい：「確信度が非常に高い」(very high confidence)
- 10のうち8が正しい：「確信度が高い」(high confidence)

2008年3月の訳語見直し 以前の気象庁訳は、「確信度」でなく「信頼性」を使っていた。上記で「非常に」が「かなり」となっていた。

#### 意見一致水準と証拠量
第三作業部会の報告書では、不確実性を、専門家の意見の一致水準（level of agreement）と、証拠の量（個々の原典の質と量）（amount of evidence）の二種類の尺度についてそれぞれ3段階の用語で表現する。

### 気候変化・気候変動 (climate change)
気候変動に関する政府間パネル（IPCC）および気候変動枠組条約の名称の「気候変動」は英語ではclimate changeである。IPCCでは自然変動と人間活動の影響を区別せずに含むが、気候変動枠組条約は人間活動に起因する気候の変化に限定する違いがある。
対応する日本語は、もし「変動」と「変化」を区別するならば「気候変化」が適切である。本記事では組織・条約・文書の固有名以外に「気候変化」を用いた。気象庁は「気候変化」を用いる事が多く、IPCC第4次評価報告書についても2007年発表の訳文 で「気候変化」を用いていた。2008年3月に他の部会報告書の日本語訳と用語を統一するため「気候変動」に変更した。

## AR4に見つかった誤りと訂正
AR4には下記のような誤りが見つかり修正された。懐疑論者の攻撃対象になったがいずれもAR4の結論を揺るがすものではないとされる。
こうした誤りを受けIPCCや国連は、インターアカデミーカウンシル(InterAcademy Council, IAC)に対し、IPCC全体に関する独立したレビューを要請し、より厳密さや信頼性を高めることを表明している。

### ヒマラヤの氷河の将来見通し
第二作業部会報告書のアジアの章(10章)のヒマラヤの氷河に関する節(10.6.2節)で、ヒマラヤの氷河消滅時期を「2035年まで」とした記述が科学的根拠不十分な情報に基づいていたことがわかり、IPCCはこれを訂正した。ヒマラヤを含む地球全体で氷河の後退傾向が見られ、海面上昇や飲料水確保へ悪影響が懸念されることに変わりなく、IPCCは前述の訂正とあわせ、統合報告書(49ページ)の氷河に関する結論は変更の必要がないという声明 を出した。

### オランダの海面下の面積比率
第二作業部会報告書のヨーロッパの章(12章)で、オランダ国土の55％が海抜以下と記したが、オランダ国立環境評価機関が作成した文献の誤りを引き継いだ、洪水の被害を受けやすい地域を含む面積比であった。オランダ政府の指摘で、IPCCは2010年2月、正しい数値は26％だと訂正した。

### アマゾンの熱帯雨林の乾燥に対する脆弱性
第二作業部会報告書のラテンアメリカの章(13章)で、アマゾンの熱帯雨林が乾燥の影響を受けやすいことにつき、査読を受けない論文が根拠とされていたことが問題になった。専門家により報告書の文献選択は最適でなかったが内容を裏づける査読済み論文が存在し論旨を変更する必要がないと判断された。

### 第一作業部会報告書
- 公式サイト
- Summary for Policymakers （政策決定者向け要約）
- 気象庁による政策決定者向け要約・技術要約・FAQの日本語訳
- 環境省による概要まとめ

### 第二作業部会報告書
- 公式サイト
- Summary for Policymakers （政策決定者向け要約）
- 環境省による政策決定者向け要約・技術要約の日本語訳
- 環境省による概要まとめ
- 国立環境研究所によるWG2報告書本体の日本語訳

### 第三作業部会報告書
- 公式サイト
- Summary for Policymakers （政策決定者向け要約）
- 経済産業省による政策決定者向け要約・技術要約の日本語訳
- 地球産業文化研究所による政策決定者向け要約の日本語訳
- 環境省による概要まとめ

### 統合報告書
- 公式サイト
- Full Report（全文）
- Summary for Policymakers（政策決定者向け要約）
- IPCC 第４次評価報告書 統合報告書 政策決定者向け要約（文部科学省・気象庁・環境省・経済産業省による日本語訳）
- 環境省による概要まとめ

### 書籍
日本では2009年8月、統合報告書のSPM、WG1〜WG3のSPMおよびTSの和訳が書籍として出版された。
- 文部科学省、経済産業省、気象庁、環境省、『IPCC地球温暖化第四次レポート―気候変動 2007』中央法規出版、2009年8月、ISBN 978-4805848937